# Saneja
Saneja – miejscowość w Hiszpanii, w Katalonii, w prowincji Girona, w comarce Baixa Cerdanya, w gminie Guils de Cerdanya.
Według danych INE z 2010 roku miejscowość zamieszkiwało 121 osób.